# Orchelimum
Orchelimum es un género de saltamontes longicornios de la subfamilia Conocephalinae. Se distribuye en Norteamérica y Centroamérica.
Mide 20 a 42 mm. Es activo al final del verano, hasta las primeras heladas. Las hembras depositan huevos en los tallos de pastos.

## Especies
Las siguientes especies pertenecen al género Orchelimum:
- Subgénero Metarhoptrum Rehn & Hebard, 1915
  - Orchelimum fraternum Rehn & Hebard, 1915
  - Orchelimum superbum Rehn & Hebard, 1915
  - Orchelimum unispina (Saussure & Pictet, 1898)
- Subgénero Orchelimum Serville, 1838
  - Orchelimum agile (De Geer, 1773)
  - Orchelimum bullatum Rehn & Hebard, 1915
  - Orchelimum campestre Blatchley, 1893
  - Orchelimum carinatum Walker, 1971
  - Orchelimum concinnum Scudder, 1862
  - Orchelimum delicatum Bruner, 1892
  - Orchelimum erythrocephalum Davis, 1905
  - Orchelimum fidicinium Rehn & Hebard, 1907
  - Orchelimum gladiator Bruner, 1891
  - Orchelimum laticauda (Redtenbacher, 1891)
  - Orchelimum militare Rehn & Hebard, 1907
  - Orchelimum minor Bruner, 1891
  - Orchelimum nigripes Scudder, 1875
  - Orchelimum pulchellum Davis, 1909
  - Orchelimum silvaticum McNeill, 1891
  - Orchelimum vulgare Harris, 1841
- Subgénero Stenorhoptrum Rehn & Hebard, 1915
  - Orchelimum bradleyi Rehn & Hebard, 1915
  - Orchelimum volantum McNeill, 1891
- †Orchelimum placidum Scudder, 1890